# They Shall Not Grow Old
They Shall Not Grow Old er en dokumentarfilm skabt af Peter Jackson (kendt for Ringenes Herre).
Filmen, som havde premiere i London 16. oktober 2018, fortæller om engelske soldater på Vestfronten i 1. Verdenskrig 1914 - 1918.
Filmen er lavet ud fra de gamle sort-hvide filmoptagelser, rekonstrueret med farve og lyd, så de nu virker sammenlignelige med nutidig filmteknik.
Filmen betegnes som noget ganske særligt, og den har fået meget flotte anmeldelser.
Filmens titel er med en lille ændring hentet fra digtet "For the Fallen" (Til de faldne) af Laurence Binyon. Digtets 4. vers starter: They shall grow not old, as we that are left grow old.